# مقياس الإشعاعية الطيفية

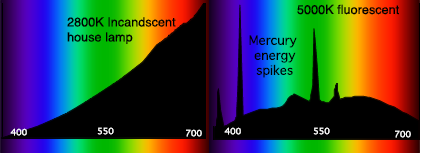
توزيع القدرة الطيفية، يمثل المحور X قيم طول الموجة ويمثل المحور Y القدرة الطيفية. تمثل 5000K و 2800K درجة الحرارة اللونية

مقياس الإشعاعية الطيفية(بالإنجليزية: Spectroradiometer)‏: هو جهاز مصمم لقياس توزيع القدرة الطيفية للمنابع الضوئية. وهو يعمل بشكل مشابه للمضواء الطيفي ضمن المجال المرئي للأشعة الكهرومغناطيسية. وتستخدم عادة لتقييم وتصنيف الأضواء من أجل بيعها بالنسبة للمصنع، أو من أجل تأكيد مواصفاتها من قبل المستهلك.
يستخدم مقياس الإشعاعية الطيفية لمعايرة شاشات الكرستال السائل LCD و أنبوب الأشعة المهبطية CRT في الحواسيب المحمولة و أجهزة بث مرئي فائق الجودة HDTV. تقاس قيم الفضاء اللوني وتقارن مع القيم المعيارية للتأكد من أن الألوان المعروضة صحيحة، وإزالة تفاوت الألوان بين الشاشات المتعددة.

## اقرأ أيضًا
- علم قياس الإشعاع